# إيزامو جوردن
إيزامو جوردن (بالإنجليزية: Isamu Jordan)‏ هو صحفي أمريكي، ولد في 28 سبتمبر 1975 في سبوكين في الولايات المتحدة، وتوفي في 5 سبتمبر 2013.